# IC 2949
IC 2949 је двојна звијезда у сазвјежђу Кентаур која се налази на листи објеката дубоког неба у Индекс каталогу.
Деклинација објекта је - 46° 27' 16" а ректасцензија 11h 40m 54,4s.